# 陳湜
陳 湜（ちん しょく、Chen Shi、1831年 - 1896年）は、清末の軍人。字は舫仙。
湖南省湘郷出身。1856年、湘軍に参加し、曽国荃に従って江西省で太平天国軍と戦った。1858年、蔣益澧に従って広西省で大成国と戦った。1859年、石達開軍が宝慶を包囲した時には、数千人を率いて救援に赴き、李続宜とともにこれを破った。1860年より安慶を包囲している曽国荃軍に加わり、翌年に安慶が陥落すると道員に抜擢され一軍を率いることを許された。1862年から南京の包囲に参加し、バトゥルの称号を得た。1864年、南京の陥落時には、脱出した李秀成を捕らえる功をあげた。
1865年、陝西按察使となったが山西按察使に移された。張宗禹率いる捻軍と戦ったが、1868年に防衛体制の不備を咎められ解任された。1870年に復職し、左宗棠の回民蜂起鎮圧に従い功績をあげた。
1882年、両江総督になった曽国荃の要請で呉淞に駐屯して、水陸両軍を統率して海防にあたったが、不行跡を理由に免職となった。1886年、再び召し出されて南洋水軍・湘軍・淮軍を統括し、江蘇按察使を兼ねた。
1894年、日清戦争が発生すると山海関の防衛にあたり、翌年には鞍山に駐屯した。終戦後、江西布政使に抜擢された。その後、再び山海関の防衛にあたった。
曽国荃に最も長く従い、しばしば失敗はしたものの、宿将と称された。